# Drepana falcataria
Drepana falcataria (Linnaeus 1758) је врста ноћног лептира (мољца) из породице Drepanidae.

## Распрострањење и станиште
Врста је распрострањена на подручју Европе, преко Сибира до источног Палеарктика. У Србији се јавља спорадично, углавном на висинама измећу 500 и 1500 m надморске висине. Насељава различита станишта, шуме, паркове али се може наћи и у баштама, где има брезе којом се најчешће хране.

## Опис и биологија
Основна боја крила је светло браон или белосмеђе до црвенкастосмеђе боје. Предња крила су са фином правилном тамном шаром, фино назубљених линија, са тамном мрљом по средини крила. Од врха крила пружа се јасно закривљена, тамносмеђа трака која пролази испод мрље до ивице крила. Задња крила су такође светлосмеђа, али светлија од предњих крила. Код женки су задња крила бела са истим тамним шарама. Распон крила је од 27 до 35 mm. Лептир лети од априла до краја августа. Гусенице се хране најчешће брезом (Betula) а понекад и јовом (Alnus).

## Галерија
- лептир
- гусеница
- гусеница
- лептир
- лептир